# ポリオゼリン
ポリオゼリン（polyozellin）は、カラスタケ（Polyozellus multiplex）に含まれる化学物質である。アルツハイマー病においてタンパク質（具体的にはアミロイド前駆体タンパク質）を切断する役割を持つ酵素であるプロリルエンドペプチダーゼを阻害する。構造的に関連したポリオゼリンのジベンゾフラン誘導体はキナプシン類として知られている。